# 伽利略之船
伽利略之船是物理学家和天文学家伽利略·伽利莱在16世纪至17世纪进行的两个物理实验，其中包括一个思想實驗和一个实际实验。这些实验的目的是为了反驳地心说，支持地球自转的观点，反驳太阳、行星和恒星围绕地球运转。
当时常用的论据是，如果地球确实在自转，那么拋體或自由落体的轨迹应该会受到可检测的影响。

## 船桅实验
在1616年，伽利略因对宗教裁判所的怀疑而感到忧虑，此时他收到了一封来自教士弗朗切斯科·因戈利（Francesco Ingoli）的信，信中列出了反对哥白尼日心说的科学和神学论据。作为1624年长篇回复的一部分，伽利略描述了一个实验：他提出从一艘平稳行驶的船的桅杆上掉下一块石头，观察石头是落在桅杆基部，还是落在其后方。此实验曾在理论上被许多人讨论过，有些人声称自己曾做过实验，但关于结果的报告却不一致。类似的实际或思想实验之前也曾由让·布里丹、尼科爾·奧雷姆、库萨的尼各老、克里斯托佛·克拉乌和焦爾達諾·布魯諾等人讨论。

伽利略告诉因戈利：
我作为哲学家，做得比其他人好两倍，因为他们在否定这一效果时，也谎称自己通过实验观察到了这一点；而我亲自做了这个实验——在此之前，物理推理就已经让我相信，结果一定如实验所示。
伽利略还在他的著作《关于托勒密和哥白尼两大世界体系的对话》（第二天）中讨论了这一实验，但并没有明确指出他曾实际进行过此实验。与此类似的实验还曾由伽利略和其他学者（如奧雷姆、克拉乌和布魯諾等）讨论过，实验内容是在地球表面垂直向上发射一个投射物。传统的亚里士多德-经院派论点认为，如果地球表面朝东运动，那么在这一实验中，投射物会落在发射点的西侧，与观察结果相悖。

## 1632思想实验
在伽利略的1632年著作《关于托勒密和哥白尼两大世界体系的对话》（第二天）中，他讨论了当时普遍流行的反对地球运动的论据。其中一种论点是，如果地球在转动，那么我们每个人都会以每小时几千公里的速度朝东运动，因此从塔楼上垂直落下的球会落在塔楼的西侧，因为塔楼已经在此过程中朝东移动了一段距离。类似的论点认为，朝东发射的炮弹会比朝西发射的炮弹落得更靠近炮口，因为朝东运动的炮口会部分赶上炮弹。为反驳这些论点，伽利略在书中指出，站在均匀运动的船上的人并不会感觉到任何运动，因此从船桅顶部掉下的炮弹会直接落到船底。为了证明这一点，伽利略的虚构辩护人萨尔维阿蒂（Salviati）提出了以下实验，展示经典的相对性原理：即没有内部观察（如“向窗外看”）能够区分一个均匀运动的系统和一个静止的系统。因此，任何两个无加速度的系统都是等效的，非加速运动是相对的。三百多年后，这一概念被阿尔伯特·爱因斯坦应用于电磁学的馬克士威方程組，最终形成了狭义相对论的理论框架，将伽利略的论点与当时已知的引力和电磁学定律结合在一起。

### 实验提案
萨尔维阿蒂的实验如下：
把你和一些朋友关在一条大船甲板下的主舱里，再让你们带几只苍蝇、蝴蝶和其他小飞虫。舱内放一只大水碗，其中放几条鱼。然后，挂上一个水瓶，让水一滴一滴地滴到下面的一个宽口罐里。船停着不动时，你留神观察，小虫都以等速向舱内各方面飞行，鱼向各个方向随便游动，水滴滴进下面的罐子中。你把任何东西扔给你的朋友时，只要距离相等，向这一方向不必比另一方向用更多的力，你双脚齐跳，无论向哪个方向跳过的距离都相等。当你仔细地观察这些事情后（虽然当船停止时，事情无疑一定是这样发生的），再使船以任何速度前进，只要运动是匀速的，也不忽左忽右地摆动。你将发现，所有上述现象丝毫没有变化，你也无法从其中任何一个现象来确定，船是在运动还是停着不动。即使船运动得相当快，在跳跃时，你将和以前一样，在船底板上跳过相同的距离，你跳向船尾也不会比跳向船头来得远，虽然你跳到空中时，脚下的船底板向着你跳的相反方向移动。你把不论什么东西扔给你的同伴时，不论他是在船头还是在船尾，只要你自己站在对面，你也并不需要用更多的力。水滴将像先前一样，滴进下面的罐子，一滴也不会滴向船尾，虽然水滴在空中时，船已行驶了许多拃。鱼在水中游向水碗前部所用的力，不比游向水碗后部来得大；它们一样悠闲地游向放在水碗边缘任何地方的食饵。最后，蝴蝶和苍蝇将继续随便地到处飞行，它们也决不会向船尾集中，并不因为它们可能长时间留在空中，脱离了船的运动，为赶上船的运动显出累的样子。如果点香冒烟，则将看到烟像一朵云一样向上升起，不向任何一边移动。所有这些一致的现象，其原因在于船的运动是船上一切事物所共有的，也是空气所共有的。这正是为什么我说，你应该在甲板下面的缘故；因为如果这实验是在露天进行，就不会跟上船的运动，那样上述某些现象就会发现或多或少的显著差别。